# Roger Partrat
Roger Louis Marcel Partrat est un homme politique français né le 2 avril 1935 à Saint-Étienne et mort le 10 août 1988 dans le 7e arrondissement de Paris.

## Biographie
Il est député CDS de la quatrième circonscription de la Loire du 11 mars 1973 au 2 avril 1978 après avoir battu le candidat PCF Théo Vial-Massat avec 51,20 % des voix.
Il est battu par Théo Vial-Massat lors des élections législatives de 1978 n'obtenant que 47,4 % des voix.
Elu sur la liste de Simone Veil aux élections européennes de 1984, il accède au Parlement européen à la suite de la démission de Jean-Pierre Roux en 1987. 
Il décède subitement le 10 août 1988. Il est alors remplacé par Georges de Brémond d'Ars au parlement européen.